# Mario Pezzella
Mario Pezzella (Napoli, 16 aprile 1951) è un filosofo, saggista e scrittore italiano.

## Biografia
Si laurea a Pisa nel 1973 con una tesi sul pensiero di Walter Benjamin. Presso la Scuola Normale Superiore diviene ricercatore di ruolo, e lo rimane fino al 2014, anno in cui dà le sue dimissioni anticipate. Nel 1979-1980 ha collaborato a un seminario di Jacques Derrida presso l’Ecole Normale di Parigi. Ha conseguito con la tutela di Louis Marin il Doctorat de Troisième Cycle en Philosophie nel 1984, preso l’EHESS di Parigi e il DEA in Réalisation cinématographique seguendo i corsi diretti dal documentarista Jean Rouch a Nanterre. Ha insegnato Estetica ed Estetica del cinema, con affidamenti annuali provvisori, in diverse università italiane. Ha tenuto, su invito, un seminario presso l’EHESS di Parigi, in collaborazione con il Prof. Eric Michaud. È attualmente direttore della rivista Altraparola e collabora col Centro per la riforma dello Stato nella sede di Firenze.

### Il pensiero
Il pensiero di Walter Benjamin e quello di Guy Debord sono punti di riferimento costanti del suo lavoro. Inizialmente ha studiato la persistenza delle forme del mito all’interno della modernità (e in tal senso si è occupato di J. J. Bachofen, traducendo e introducendo Il simbolismo funerario degli antichi, col sostegno del Warburg Institut di Londra). L’intersezione tra mondo mitico e modernità estrema lo porta a interessarsi della poesia e del pensiero di F. Hölderlin e della Scuola di Francoforte. Vicino alla tradizione del pensiero dialettico, apprezza soprattutto la versione esistenziale che ne viene data nella filosofia francese degli anni Trenta e Quaranta, dopo i seminari di Kojève su Hegel; di Benjamin considera soprattutto la polarità tra immagine di sogno e immagine dialettica, che utilizza come strumento interpretativo di opere cinematografiche e letterarie (cfr. i libri La memoria del possibile e Insorgenze). Per Pezzella lo spettacolo –nella formulazione teorica che ne ha dato Guy Debord- è la forma di vita dominante del capitalismo attuale, in particolare della sua industria culturale e del cinema. Secondo la terminologia usata nel libro estetica del cinema, egli distingue gli stereotipi spettacolari dalle forme critiche-espressive. Più di recente si è interessato all’intersezione fra tematiche politiche e psicoanalitiche: la dialettica del riconoscimento, la formazione della soggettività nel capitalismo attuale, l’incidenza dei traumi storici collettivi sulla psiche individuale (cfr. il libro La voce minima). Ha tradotto e introdotto in Italia il pensiero politico di Miguel Abensour, con cui condivide la rivalutazione del pensiero utopico e la rivalutazione del socialismo come prospettiva politica alternativa al populismo. Collabora alla redazione e all’edizione dei volumi di Altro Novecento. Comunismo eretico e pensiero critico, per conto della Fondazione Micheletti di Brescia.

## Opere
-L'immagine dialettica, ETS, Pisa 1983.
-La concezione tragica di Hölderlin, Il Mulino, Bologna 1993.
-Il narcisismo e la società dello spettacolo, manifestolibri, Roma 1996.
-Il volto di Marilyn, manifestolibri, Roma 2000.
-La memoria del possibile, Jaca Book, Milano 2009.
-Estetica del cinema, nuova edizione accresciuta, Il Mulino, Bologna 2010.
-Insorgenze, Jaca Book, Milano 2014.
-Le nubi di Bor (poesie), Zona, Arezzo 2016.
-La voce minima. Trauma e memoria storica, manifestolibri, Roma 2017.
- Altrenapoli, Rosemberg & Sellier (collana "La critica sociale"), Torino 2019.
- Il cane di Goya (poesie, con lo pseudonimo di Mario Tomai), Edizioni Efesto, Roma 2020.
Ha curato:
-I fantasmi del moderno. Temi e figure del cinema noir, Cattedrale, Ancona 2010 (con Antonio Tricomi).
-Il Volto dell’Altro. Gli intellettuali ebrei e la cultura europea del 900, numero speciale, L’ospite ingrato, Quodlibet, Macerata 2011.
-I corpi del potere. Il cinema di Aleksandr Sokurov, Jaca Book, Milano 2012 (con Antonio Tricomi)
-La Repubblica dei beni comuni (Il Ponte, Firenze 2013)
-Gli spettri del capitale (Il Ponte, Firenze 2014).
-  Il tempo del possibile. Attualità della Comune di Parigi, supplemento monografico al n. 3/2018 de Il Ponte (con Francesco Biagi e Massimo Cappitti)
- Utopia e insorgenze. Per Miguel Abensour, volume monografico della rivista Altraparola (n. 1/2018), Edizioni Fondazione Micheletti, Brescia, 2018 (con il gruppo di redazione di Altraparola)
- Alle frontiere del capitale. Comunismo eretico e pensiero critico, Jaca Book, Milano 2018 (con Massimo Cappitti e Pier Paolo Poggio)
- K. Ross, Lusso comune, Rosemberg & Sellier (collana "La critica sociale"), Torino 2021. (con Sebastiano Taccola)
-  Per una critica della vita quotidiana, volume monografico della rivista Altraparola (n. 2/2019), Edizioni Efesto, Roma 2019. (curatela condivisa con il gruppo di redazione della rivista)
- L’inconscio sociale, volume monografico della rivista Altraparola (n. 3/2020) Edizioni Efesto, Roma 2020. (curatela condivisa con il gruppo di redazione della rivista)
- Il disordine della natura. Una crisi della presenza, volume monografico della rivista Altraparola (n. 4/2020), Edizioni Efesto, Roma 2020. (curatela condivisa con il gruppo di redazione della rivista)
| Controllo di autorità | VIAF (EN) 19758175 · ISNI (EN) 0000 0000 3053 141X · SBN CFIV010001 · LCCN (EN) n93111500 · GND (DE) 1196142157 · BNE (ES) XX1709856 (data) · BNF (FR) cb12377214b (data) · J9U (EN, HE) 987007507602605171 · CONOR.SI (SL) 215537507 |